# Gran Maina
Gran Maina (en griego: Μεγάλη Μαΐνη) o Vieja Maina (en griego: Παλαιά Μαΐνη) fue un castillo franco en la península de Mani, Grecia. Fue construido, según la Crónica de Morea, hacia 1248-1250 d. C. por Guillermo II de Villehardouin, príncipe de Acaya, para controlar a la tribu eslava de los melingos, que ocupaban el monte Taigeto. Villehardouin fue capturado por los bizantinos en 1259 en la batalla de Pelagonia y se vio obligado a entregar el castillo como rescate por su liberación.
Se desconoce la ubicación del castillo y se han planteado varias posibilidades. El uso moderno se refiere al castillo de Porto Kagio como «Mani», pero los portulanos medievales sitúan el castillo de Grand Magne en la costa occidental de la península, y su fortificación no fue mencionada por portulanos ni viajeros antes de aproximadamente 1568. Otro candidato es el asentamiento de Tigani, pero a pesar de ser una importante ciudad medieval, no muestra rastros de haber sido el emplazamiento de una fortaleza cruzada.
Antoine Bon prefería el cercano yacimiento de Cavo Grosso (Cabo Tiríades), también conocido como Kastro tis Orias, cerca de Dryalos. Viajeros del siglo XIX, incluyendo la expedición científica francesa de Morea, mencionaron la existencia de fortificaciones en el lugar, que ocupa una posición dominante. J. M. Wagstaff rechazó esta idea, ya que, según su investigación, no hay evidencia de que Kastro tis Orias hubiera existido alguna vez, y en su lugar identificó Grand Magne como el castillo de Kelefa. Admite que la evidencia es débil, ya que el diseño del castillo de Kelefa no es típico de los fuertes francos, pero afirma que esto se debe a la reconstrucción realizada por los otomanos en 1670.